# Konditionalis
Der Konditional[is] (veraltet Conditional[is], aus lateinisch condicio, später auch conditio ‚Bedingung‘) ist eine Unterkategorie des Modus des Verbs. Mit seiner Hilfe kann ein Sachverhalt als Bestandteil einer Implikation ausgedrückt werden.
In einigen romanischen Sprachen wie im Französischen ist Konditional die Bezeichnung für einen eigenen Modus wie beispielsweise den Subjonctif (auch „Subjunktiv“) oder im Spanischen für den Condicional und den Subjuntivo. Diese Sprachen verfügen auch über eigene synthetische Verbformen des Konditionals. In anderen Sprachen wie zum Beispiel dem Deutschen fallen die Funktionen des Konditionalis mit anderen im Konjunktiv zusammen. Im Englischen wird die Entsprechung zum deutschen Konjunktiv (II) in der Ersatzform („würde“) als conditional (mood) bezeichnet.

## Romanische Sprachen

### Entstehung
Der Konditionalis der romanischen Sprachen geht auf eine vulgärlateinische Umschreibung mit der nachgestellten Imperfektsform von habere als Modalverb + Infinitiv des Vollverbs zurück, analog zum Futur, das sich mit den entsprechenden Präsensformen des Modalverbs bildete. Im Laufe des Sprachwandels wurde das Modalverb zu einem gebundenen Morphem und entwickelte sich zu einer Konditionalis-Endung. Es hat also eine Resynthetisierung stattgefunden.
Futur: cantare habet ‚er hat zu singen‘ > *cantar-at > ital. canterà, span. cantará, frz. (il) chantera ‚er wird singen‘
Konditionalis: cantare habēbat ‚er hatte zu singen‘ > *cantar-eat > altital. cantaría, span. cantaría, frz. (il) chanterait ‚er würde singen‘
Dabei ist die Entwicklung unterschiedlich ausgefallen. Im Neuitalienischen etwa gehen diese Flexive auf das starke Präteritum (passato remoto) des Hilfsverbs zurück (vgl. canterebbe ‚er würde singen‘ < altital. canterabbe ‚er hätte gesungen‘ < Futurstamm canter- + Präteritalform abbe ‚er hat gehabt‘), in den anderen dagegen sind sie auf das Imperfekt des Hilfsverbs zurückzuführen (s. o.).
Weil das romanische Futur mit Ausnahme des Rumänischen und Sardischen, wo es noch paraphrastisch war (z. B. sard. at a cantare ‚er wird singen‘, iat a cantae ‚er würde singen‘), denselben Grammatikalisierungsprozess erfuhr und vom selben Modalverb abstammt (Modalverb habere im Präsens → temporales Hilfsverb (noch im Sardischen) → Enklitikon (noch im Portugiesischen) → gebundenes Morphem, Futurendung), ist der Konditionalis morphologisch eine zukunftsbezogene, modale Infinitivkonstruktion im Imperfekt. Dieser Ursprung zeigt sich in seiner wohl ursprünglichen Funktion als Zukunft der Vergangenheit.

### Verwendung
Der Konditionalis kann ausdrücken:
- die Zukunft bzw. Nachzeitigkeit in Bezug auf die Vergangenheit (vgl. Futur Präteritum): span. „Pensaba que no sucedería nada.“ – „Er meinte, dass nichts geschehen würde.“[2]
- Hypothetisches (vgl. Irrealis), z. B. in Konditionalsätzen: ital. „L’avrebbe baciata, se lei l’avesse permesso“ – „Er hätte sie geküsst, wenn sie es erlaubt hätte.“
- einen Wunsch des Sprechers, vgl. ital. „Vorrei rivederti“, „Ich möchte dich wiedersehen.“
- eine Vermutung (vgl. Suppositiv) in der Vergangenheit: span. „Estaría enfermo.“ – „Vielleicht war er krank.“

Als Ersatzformen des Konditionalis fungiert in einigen romanischen Sprachen der Indikativ des Imperfekts (z. B. span. „Podía trabajar más.“ (umgangssprachlich) – „Er könnte mehr arbeiten.“ oder ital. „Se ti vedevo, ti salutavo.“ – „Wenn ich dich gesehen hätte, hätte ich dich gegrüßt.“) Im Spanischen steht noch eine Periphrase mit iba a + Infinitiv zur Verfügung.

### Formenbeispiel
In den romanischen Sprachen gibt es analytische Perfektformen des Konditionalis, die mit den einfachen Formen dieses Modus des Hilfsverbs für sein bzw. haben + Partizip II umschrieben werden. Exemplarisch sei hier die Bildung des Konditionals der Verben avere ‚haben‘ und essere ‚sein‘ im Italienischen:
|       |          | avere                       | essere                      | avere                       | essere                      |
|       |          | Konditional I (synthetisch) | Konditional I (synthetisch) | Konditional II (analytisch) | Konditional II (analytisch) |
| Sing. | 1. Pers. | avrei                       | sarei                       | avrei avuto                 | sarei stato/stata           |
| Sing. | 2. Pers. | avresti                     | saresti                     | avresti avuto               | saresti stato/stata         |
| Sing. | 3. Pers. | avrebbe                     | sarebbe                     | avrebbe avuto               | sarebbe stato/stata         |
| Plur. | 1. Pers. | avremmo                     | saremmo                     | avremmo avuto               | saremmo stati/state         |
| Plur. | 2. Pers. | avreste                     | sareste                     | avreste avuto               | sareste stati/state         |
| Plur. | 3. Pers. | avrebbero                   | sarebbero                   | avrebbero avuto             | sarebbero stati/state       |

Anmerkung: Im Sardischen hat sich ein synthetischer Konditional nie ausgebildet. Auch die Nicht-Perfektform ist periphrastisch. Weniger übliche Bez. für Konditional I und Konditional II sind Konditional Präsens und Konditional Perfekt, vgl. englisch present conditional und past conditional, die sich in der Schulterminologie eingebürgert haben.

## Konditionalis in anderen Sprachen
Im Lateinischen ist der Konditional als Konjunktiv Imperfekt bzw. Plusquamperfekt funktionell als Irrealis eingebaut.
Für das Spanische gibt es das Konditional Präsens und das Konditional Perfekt, siehe dazu
Auch im Sanskrit und Pali ist ein synthetisch realisierter Konditionalis vorhanden. In beiden Sprachen wird er vom Futurstamm gebildet und mit Augment versehen, was seinen morphologischen Status – ähnlich den romanischen Sprachen – dem Futur nahe rückt.
Die Ähnlichkeit zwischen Futur und Konditionalis ist im Sanskrit offensichtlicher als z. B. im Französischen, sodass der Konditionalis in Sanskrit-Grammatiken oft als Tempusform, nicht als Modus ins Verbalparadigma integriert wird. Im Pali jedoch ist es üblich, den Konditional als Modus zu analysieren.

### Konditionalis im Englischen
Im Englischen (dazu siehe) wird die Umschreibung mit dem Modalverb would + Infinitiv als present conditional (z. B. He would work ‚er würde arbeiten‘) und die mit would + have + Partizip II als past conditional (z. B. He would have worked ‚er hätte gearbeitet‘) bezeichnet. Zudem gibt es beide Verbformen noch in der Verlaufsform: He would be working (Gegenwart) und He would have been working (Vergangenheit).
Der englische Konditional kennt dieselben Verwendungen wie der romanische und tritt in der indirekten Rede auch als Futur der Vergangenheit anstelle eines Futurs in direkter Rede, sofern das einleitende Verb in einer Vergangenheitsform erscheint:
She said: ‘I will be eighteen’. (Futur I) → She said she would be eighteen. (Konditional I)
In Wendungen wie I would like oder I would prefer handelt es sich um abgeschwächte Wünsche.

### Würde-Form im Deutschen
Die Ersatzform des Konjunktivs (oder: Würde-Form, Konjunktiv III) wird manchmal auch als Konditional bezeichnet. Sie bezeichnet keine eigenständige Modusform, sondern bildet eine morphologische Variante, die ebenfalls den Konjunktiv II ausdrückt.
Verallgemeinernd kann man sagen, dass die würde-Form im Deutschen sukzessiv überall dort den eigentlich korrekten Konjunktiv II ersetzt, wo dessen Formen im gesprochenen Deutsch als antiquiert oder geziert empfunden werden („Sie sagte, sie flöge gerne in den Urlaub“ → „sie sagte, sie würde gerne in den Urlaub fliegen“) oder in den Fällen, in denen sich die Formen des Konjunktivs nicht deutlich von denen des Indikativs unterscheiden lassen („Ich wollte, sie gingen endlich weg“ → „ich wollte, sie würden endlich weggehen“).

#### Status derwürde-Form
Morphologisch (rein von der Formenbildung her) ist die würde-Form das Futur des Konjunktiv II.
Für die Eingliederung der würde-Form ins Formensystem der Verben gibt es unterschiedliche Festlegungen:
- Unter dem Stichwort Verb im Schüler-Duden 2003 gilt die würde-Form mit dem Namen Konditional oder Bedingungsform als gesonderte Moduskategorie.[5]

Beispiel:
Konditional I: „Er würde abtreten.“
Konditional II: „Er würde abgetreten sein.“
- Sie wird mit dem Namen Futur Präteritum den indikativischen Verbformen zugeordnet.[6]

Beispiel:
„Als ihr klar wurde, dass sie ihn nie wieder sehen würde, fing sie an zu weinen.“
- Im Duden 2005 gelten würde + Infinitiv und würde + Infinitiv Perfekt – dort „würde-Perfekt“ genannt – nicht als Futurformen, aber auch nicht als spezielle Modusformen.[4]
- Im Metzler Lexikon Sprache im Eintrag zum Konjunktiv wird für die würde-Form – sowie für die dialektal (z. B. im Schwäbischen) auftretende Umschreibung aus dem Konjunktiv II von tun + Infinitiv, also täte + Infinitiv – der Fachbegriff Konjunktiv III erwähnt.[1]
- Bei Götze und Ernest Hess-Lüttich erhalten die Umschreibungen mit würde die Stellung als Konjunktiv II der Erwartungsstufe, werden aber unter den „lexikalisch-pragmatischen Mitteln der Modalität“ aufgeführt.[7] Das Fazit der Grammatik lautet: „Insgesamt muss eingeräumt werden, dass die Stellung der würde-Form im Rahmen des Konjunktivs noch relativ unklar ist.“